# Ada tepe
Ada tepe (bulgariska: Ада тепе) är ett berg i Bulgarien.   Det ligger i regionen Kărdzjali, i den södra delen av landet, 240 kilometer sydost om huvudstaden Sofia.